# Neonesidea acanthigera
Neonesidea acanthigera är en kräftdjursart som först beskrevs av Brady 1889.  Neonesidea acanthigera ingår i släktet Neonesidea och familjen Bairdiidae. Inga underarter finns listade i Catalogue of Life.